# Taikse
Taikse – wieś w Estonii, w prowincji Järva, w gminie Türi.
Znajduje się tu przystanek kolejowy Taikse, położony na linii Tallinn – Viljandi.